# Säkerhet (ekonomi)
Säkerhet kan vara egendom som används som en garanti för att få teckna ett lån. Det vanliga ordet för säkerhet i egendom är pant. Pant i lös egendom skall överlämnas till långivaren. Pant i fast egendom, fastighet överlämnas till långivaren i form av pantbrev. Som säkerhet för lån kan även till exempel värdepapper och borgensförbindelse användas. 
Under 1800-talet var olika typer av borgensförbindelser den vanligast formen av säkerhet vid banklån i Sverige, men kring sekelskiftet 1900 blev det allt vanligare med pantbrev och aktier. Medan den ökade användningen av pantbrev kan kopplas till att städerna växte, så var den ökade användningen av aktier som säkerhet sammankopplat med industrialisering och moderniseringen av den svenska finansmarknaden.

## Kollateral inom derivathandel
Säkerhet som ställs motparten till förfogande vid handel med finansiella derivat kallas vanligen kollateral. Större aktörer inom finans upprättar kollateralavtal med varandra, som reglerar hur marknadsvärdet av olika kontrakt kan nettas ut mot varandra och där enbart den resulterande skillnaden behöver utbetalas. Standardavtalet är ett ISDA Master Agreement som har kompletterats med ett Credit Support Annex (CSA).
När man gör affärer med en broker eller via en börs, krävs det ofta att den som ingår i ett kontrakt först betalar in en initial margin som säkerhet då affären ingås, och därefter kompletterar med variation margin-betalningar ifall marknadsvärdet blir negativt och passerar en på förhand uppsatt gräns. Den händelsen kallas då för margin call.
Margin krävs också i de fall där en tredje part, ett Central Counterparty Clearing (CCP) House, agerar mellanhand för att minska motpartsrisken.